# Saint-Gervais-la-Forêt
 Saint-Gervais-la-Forêt  es una población y comuna francesa, en la región de Centro, departamento de Loir y Cher, en el distrito de Blois y cantón de Blois-2.

## Demografía
| 1426 | 1775 | 2042 | 2702 | 2784 | 3308 |
| Para los censos de 1962 a 1999 la población legal corresponde a la población sin duplicidades (Fuente: INSEE [Consultar]) |      |      |      |      |      |